# Aspremont (Alps Marítims)
Aspremont (en francès Aspremont) és un municipi francès situat al departament dels Alps Marítims i a la regió de Provença – Alps – Costa Blava.

## Demografia
| 1962                                       | 1968 | 1975 | 1982  | 1990  | 1999  | 2006  |
| ------------------------------------------ | ---- | ---- | ----- | ----- | ----- | ----- |
| 465                                        | 698  | 771  | 1.150 | 1.496 | 1.853 | 2.072 |
| Des de 1962: població sense dobles comptes |      |      |       |       |       |       |

## Administració
| Període   | Identitat          | Partit |
| --------- | ------------------ | ------ |
| 1981-2001 | Honoré Trastour    |        |
| 2001-     | Alexandre Ferretti |        |